# شهرستان مهران
شهرستان مِهران یکی از شهرستان‌های استان ایلام در مرز ایران و عراق است. مرکز این شهرستان شهر مهران است.

## جغرافیا
شهرستان مهران در درازای جغرافیایی ۴۶ درجه و ۱۰ دقیقه و پهنای جغرافیایی ۳۳ درجه و ۷ دقیقه و در بلندای ۱۵۵ متری از سطح دریا قرار دارد؛ مهران در کرانه چپ رود کنجانچم قرار گرفته و با مرز عراق بیش‌تر از چند کیلومتر فاصله ندارد؛ مهران از شمال با ایلام، از خاور با دهلران و از باختر و جنوب با عراق همسایه است.
شهرستان مهران با مساحت ۲۳۹۲ کیلومتر مربع معادل ۱۲ درصد مساحت استان ایلام را به خود اختصاص داده‌است. این شهرستان از شمال به شهرستان ایلام، از جنوب به شهرستان دهلران، از شرق به شهرستان ملکشاهی و از غرب به کشور عراق محدود شده‌است.
شهر مهران، مرکز اداری شهرستان مهران، با ارتفاع ۱۵۵ متر، در دشتی در ۵۴۹ کیلومتری جنوب غربی تهران و ۶۲ کیلومتری جنوب غربی ایلام، سر راه ایلام به دهلران، ۲ کیلومتری مرز ایران و عراق، قرار دارد.
بنابر سرشماری مرکز آمار ایران، جمعیت شهرستان مهران در سال ۱۳۹۵ برابر با ۲۹٬۷۹۷ نفر بوده‌است.

## آب و هوا
منطقه مهران گاهی از نواحی مورد آسیب ریزگردها است.

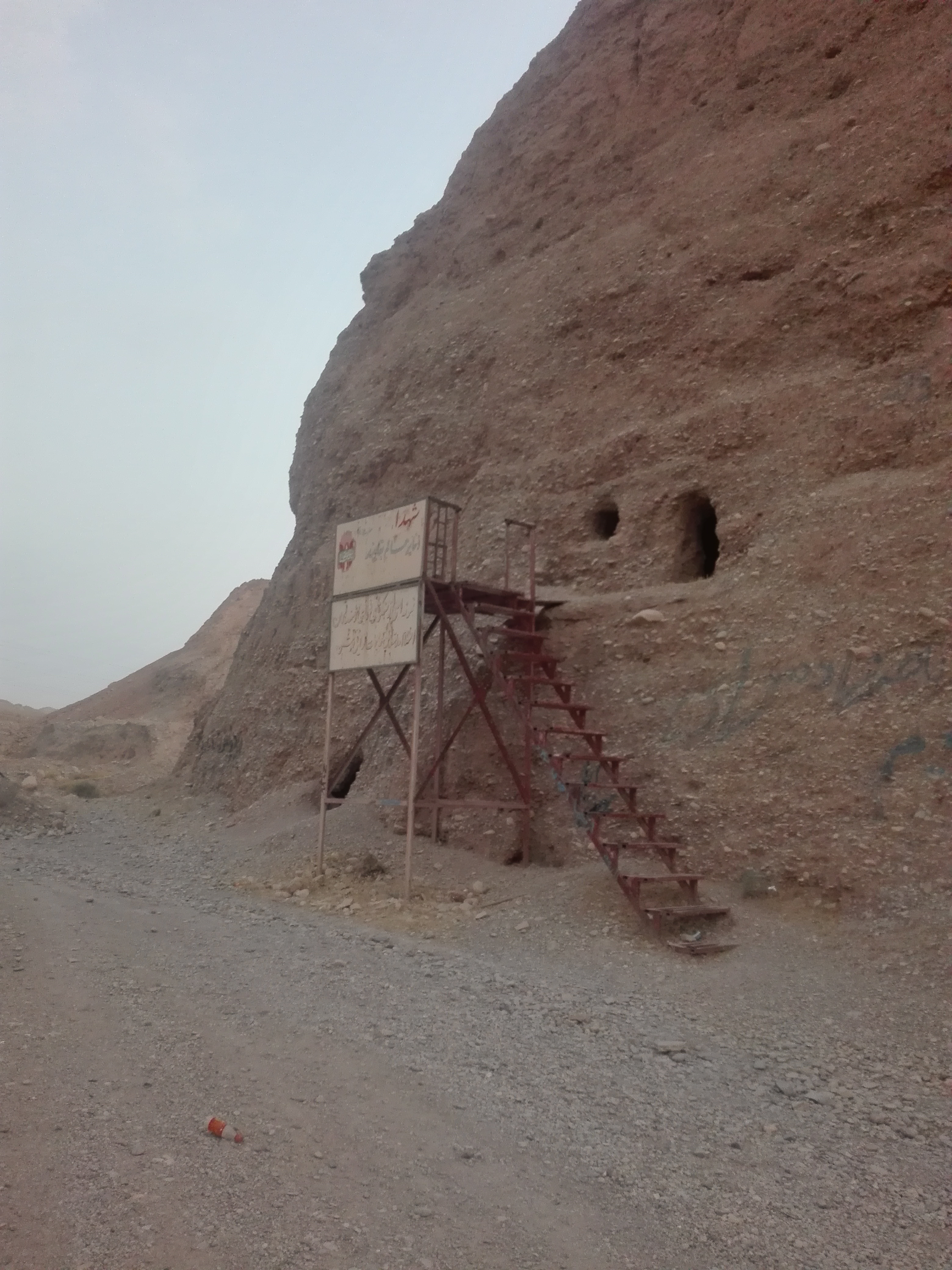
پناهگاه‌های جنگ در شهرستان مهران

## تقسیمات کشوری
شهرستان مهران استان ایلام دارای ۲ بخش و ۲ دهستان و ۲ شهر است.
- بخش مرکزی شهرستان مهران:
  - دهستان محسن‌آب

شهرها: مهران
- بخش صالح‌آباد:
  - دهستان هجداندشت

شهرها: صالح‌آباد